# Reforma monetaria de Diocleciano

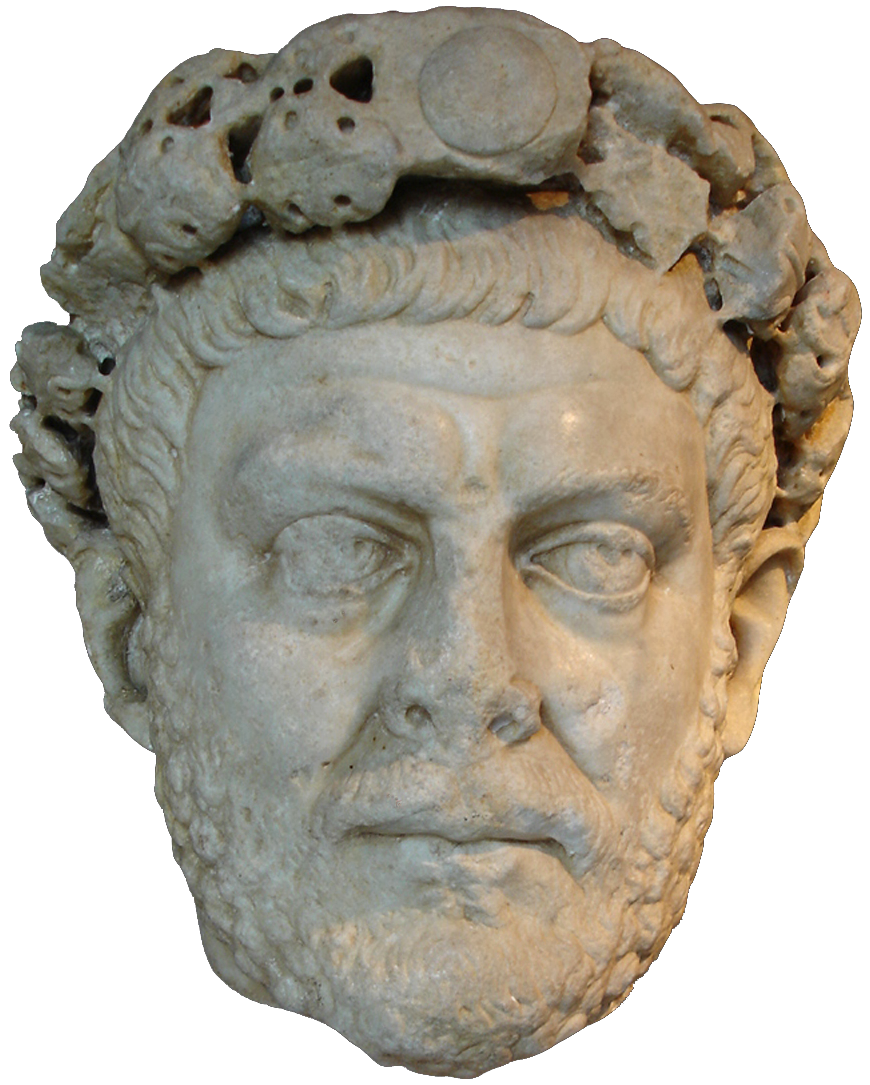
Busto de Diocleciano, que reformó el sistema económico-fiscal y monetario del Imperio romano.

La reforma monetaria de Diocleciano fue una reforma de la moneda romana emprendida por el emperador romano Diocleciano entre los años 286-294 y 301 para solucionar el periodo de crisis del siglo III, llamado de la anarquía militar (que duró cincuenta años, del 235 al 285), y que había provocado graves consecuencias económicas y sociales. Esta reforma supuso una revisión considerable de los valores monetarios.

## Contexto histórico
El desastroso periodo de anarquía militar del siglo III había llevado al Imperio romano a un declive gradual y agónico de la producción agrícola y el comercio, junto con un descenso constante de la población debido a las constantes guerras civiles y a lo largo de las fronteras septentrional (bárbaros) y oriental (sasánidas), así como a las hambrunas y epidemias.
El creciente coste del ejército en el Imperio romano tardío (se necesitaban continuos aumentos salariales (stipendia) y dádivas para mantenerlo tranquilo), así como los gastos de la corte y la burocracia (también aumentaron a medida que el gobierno necesitaba cada vez más controladores para luchar contra la evasión fiscal y hacer cumplir las leyes en toda la inmensidad del Imperio), ya sin poder recurrir demasiado a la devaluación de la moneda que había provocado increíbles tasas de inflación. Todo empeoró cuando el tamaño del ejército se acercaba a los 500 000 hombres en armas, y los impuestos agravaron la situación con una presión fiscal intolerable mediante la reforma fiscal de Diocleciano con la introducción de la iugatio-capitatio en la explotación de la tierra y otras imposiciones fiscales para los centros urbanos.
A todo ello se añadía el hecho de que, en los tres primeros siglos de la era imperial, la compra de enormes cantidades de artículos de lujo procedentes de las regiones asiáticas, regulada con monedas principalmente de plata, había provocado una continua salida de metal precioso (no compensada por la producción de las minas, dado que los yacimientos se estaban agotando tras siglos de explotación) hasta el punto de generar una rarefacción del oro y la plata dentro de las fronteras imperiales, acelerando la perversa espiral de disminución de las cantidades reales de metal precioso en las monedas acuñadas por los distintos emperadores.
El fenómeno de la devaluación monetaria, ya practicada por los emperadores durante el Alto Imperio para disminuir el gasto público real, a partir de la década de 270, empezó a provocar fuertes aumentos de la inflación, acentuada por el enrarecimiento de las mercancías, debido a la inseguridad generalizada en el comercio y la producción y los torpes intentos de remediarlo: el emperador Diocleciano primero, en 294, intentó estabilizar la moneda acuñando una moneda buena de oro, el áureo, que sin embargo desapareció inmediatamente de la circulación puesto que se atesoraba o se fundía, ya que no se confiaba en la estabilización del mercado. Después, en 301, decidió imponer un  control de precios con el Edicto sobre Precios Máximos, que sin embargo, fue inmediatamente burlado por la especulación (fenómeno que hoy llamaríamos "mercado negro"). Un ejemplo de la explosión de los precios nos lo da indirectamente Eberhard Horst:

"Dos camellos, que habían costado 500 dracmas en 144, costaban 134.000 en 289; un esclavo, que en 129 podía comprarse por 1.200 dracmas, subió al precio a 90.000 en 293".

## Principales novedades de la reforma

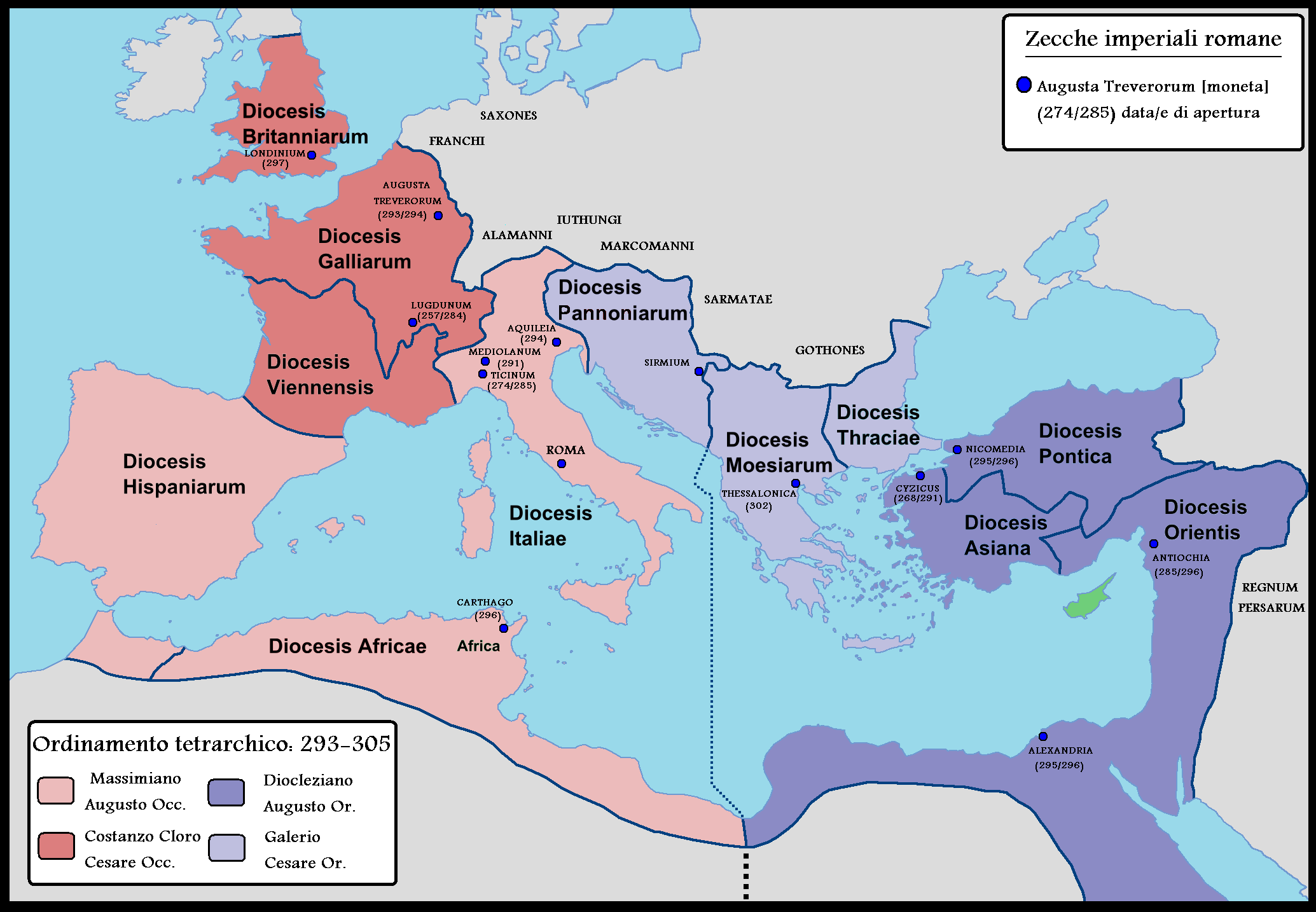
Las 4 partes y 12 diócesis en la nueva división tetrárquica del Imperio romano establecida por Diocleciano alrededor del año 300, lo que también permitió la multiplicación de las cecas imperiales para apoyar a los ejércitos posicionados en la retaguardia o a lo largo de los limes.

Diocleciano tomó nota de las transformaciones experimentadas por la sociedad e impuso una radical reforma administrativa y fiscal, que permitió frenar la crisis, al menos temporalmente.
Se racionalizó el sistema tributario, eliminando antiguos privilegios y exenciones. La cuantía de los impuestos se calculó cuidadosamente cada año en función de las necesidades (elaborando por primera vez un presupuesto anual) y de los recursos existentes, determinados mediante un censo. Se unifican los impuestos territoriales (pagados por los propietarios de la tierra) y los impuestos personales (pagados por los campesinos). La unidad fiscal de la superficie de la tierra (jugum) corresponde a un trabajador (caput). En función de sus posesiones y de los trabajadores empleados en ellas, los propietarios de la tierra están obligados a proporcionar al Estado bienes en especie para el mantenimiento del ejército, soldados para el ejército y mano de obra para las obras públicas. Esta tributación se denomina capitación. Los ricos podían sustituir la tributación en especie por monedas de oro.
La reforma monetaria de Diocleciano supuso también la creación de una nueva serie de cecas imperiales tras las surgidas durante el anterior período de anarquía militar. Se distribuyeron en las distintas provincias, a excepción de Hispania, estando las principales en Alejandría, Antioquía, Aquileia, Cartago, Londinium, Mediolanum, Nicomedia, Sirmium y Tesalónica.
Con la introducción del sistema tetrárquico, las "capitales" imperiales fueron, de hecho, cuadruplicadas inicialmente (a partir de 293), lo que llevó a las propias cecas a multiplicarse, incluso en beneficio de los ejércitos situados a lo largo de las fronteras, o a constituir una "reserva" en la retaguardia. Diocleciano, eligió Nicomedia (así como Antioquía durante el periodo de las campañas contra los sasánidas de 293-298). Maximiano, el otro augusto, prefirió tener dos, con Mediolanum y Aquileia (utilizada tanto como puerto fluvial-marítimo como base militar, dada su proximidad al limes de la Claustra Alpium Iuliarum). Los dos césares, Constancio Cloro y Galerio, eligieron Augusta Treverorum y Sirmium respectivamente. Más tarde, el primero utilizó Londinium como segunda capital, mientras que el segundo (a partir de 298/299), Tesalónica, en el mar Egeo. Básicamente, en el segundo período tetrárquico, los dos augustos y los dos césares comenzaron a utilizar al menos dos sedes imperiales cada uno: Maximiano, Mediolanum y Aquileia, mientras que Constancio Cloro, Augusta Treverorum y Londinium (después de 296) en Occidente; Nicomedia y Antioquía para Diocleciano, mientras que Galerio utilizó Sirmium (junto con Felix Romuliana) y Tesalónica, en Oriente.

## Monedas y pesos
Diocleciano, que se presentaba como restitutor monetae ("restaurador de la moneda") estableció un nuevo sistema monetario trimetálico basado en el oro, la plata y el vellón / bronce. La idea es que fuera uniforme y generalizado para todo el Imperio, por lo que emitió masivamente monedas como fuente de financiación.
El áureo volvió a tener un peso de 1/60 de libra igual a 5,45 g, con un valor declarado por la letra griega "∑" (sigma), es decir, 60, con la precedencia de Aureliano, pues ya bajo Marco Aurelio Caro se había reducido de nuevo a 1/70 (como muestra la letra griega "O" impresa en algunas monedas, equivalente al número 70.
También se introdujo una moneda de plata (hacia 294), llamada denarius argenteus, con un peso de 1/96 de libra igual a 3,41 g, volviendo al peso del denarius de la reforma monetaria de Nerón y además, con una finura del 95 %, muy alto para la época; con un valor declarado por las letras latinas "XCVI", es decir, 96. En cuanto a las monedas de bronce o cobre, el antoniniano fue sustituido por una moneda llamada follis con un peso medio de unos 9,72 g (con valores que oscilaban entre 11 y 8,5 g). También se acuñaron otras dos nuevas monedas como fracciones del follis, la primera con un peso de 3,90 g (con corona radiada) y la segunda con un peso que oscilaba entre 1,30 y 1,56 g (con corona de laurel). Estos recuentos surgieron gracias a una inscripción encontrada en Afrodisias de Caria y fechada el 1 de septiembre de 301, donde se equipara un follis a 20 denarios comunes (denarii communes), y un argenteo a 100 denarios comunes. Por último, la proporción entre oro y plata se fijó en 1:15, como si dijéramos que un áureo valía 833,3 denarios comunes, u 8,3 argenteos y 41,5 follis.
Diocleciano, había intentado devolver el valor a la moneda de plata, aumentando la cantidad de metal precioso en las nuevas emisiones, y para contener la inflación, se fijaron precios máximos (expresados en denarios, aunque ya no era la moneda circulante) mediante el Edicto sobre precios máximos de 301 con control de precios. Sin embargo, estas medidas no tuvieron éxito: la nueva moneda desapareció rápidamente del mercado, ya que la gente prefirió conservarla, y los precios fijados hicieron que algunos bienes desaparecieran del mercado oficial para venderse en el mercado negro, por lo que el propio Diocleciano se vio obligado a retirar su edicto.
| Las nuevas monedas y pesos de la reforma de Diocleciano (294-301) | Las nuevas monedas y pesos de la reforma de Diocleciano (294-301) | Las nuevas monedas y pesos de la reforma de Diocleciano (294-301)         | Las nuevas monedas y pesos de la reforma de Diocleciano (294-301) | Las nuevas monedas y pesos de la reforma de Diocleciano (294-301) | Las nuevas monedas y pesos de la reforma de Diocleciano (294-301) | Las nuevas monedas y pesos de la reforma de Diocleciano (294-301)                |
| Imagen                                                            | Valor                                                             | Anverso                                                                   | Reverso | Datación                                                          | Peso; diámetro                                                    | Catalogación                                                                     |
| ----------------------------------------------------------------- | ----------------------------------------------------------------- | ------------------------------------------------------------------------- | --- | ----------------------------------------------------------------- | ----------------------------------------------------------------- | -------------------------------------------------------------------------------- |
|                                                                   | áureo                                                             | DIOCLETIA-NUS AUGUSTUS, cabeza laureada y busto a la derecha.             | Diocleciano de pie a la izquierda, sosteniendo globo y cetro; estrella a la izquierda; estrella a la izquierda y SMAΣ en el exergo. | 296/297                                                           | 5.30 g, 6h                                                        | Cfr. RIC VI 22 (CONSVL VII); Lukanc -; Depeyrot -; cf. Calicó 4440.              |
|                                                                   | argenteo                                                          | MAXIMIA-NVS NOB(ilis) César, cabeza laureada a la derecha.                | VIRTV-S MI-LITVM, campo con 4 torres; puerta abierta; T S•G en el exergo. | 302                                                               | 20 mm, 3.37 g, 6h.                                                | RIC Galerius, VI 12b; Pink, Silberprägung, pg. 29; Hunter 42; RSC 227. EF. Rara. |
|                                                                   | Æ follis                                                          | IMP MAXIMIANUS P F AVG, busto de Maximiano laureado mirando a la derecha. | SACR MONETA AVGG ET CAESS NOSTR, Moneta de pie a la izquierda, sosteniendo balanza y cornucopia; a los lados * - VI; en el exergo AQ S(ecunda). in piedi verso sinistra, tiene una bilancia ed una cornucopia; ai lati * - VI; in esergo AQ S(ecunda). | 302-303                                                           | 26 mm, 9.44 g, 6h; segunda officina.                              | RIC VI 35b.                                                                      |
| N.B.: Los anteriores son algunos ejemplos.                        |                                                                   |                                                                           | |                                                                   |                                                                   |                                                                                  |